# Crotone (provins)
Crotone är en provins i regionen Kalabrien i Italien. Crotone är huvudort i provinsen. Provinsen etablerades 1992 genom en utbrytning ur provinsen Catanzaro.

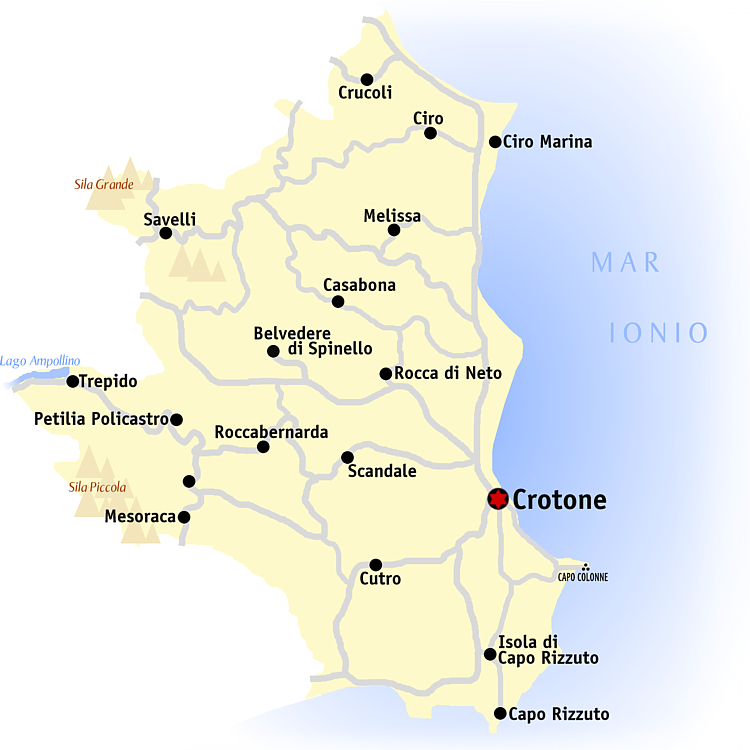
Karta över provinsen

## Administrativ indelning
Provinsen Crotone är indelad i 27 comuni (kommuner). Alla kommuner finns i lista över kommuner i provinsen Crotone.

## Geografi
Provinsen Crotone gränsar:
- i nordväst mot provinsen Cosenza
- i öst mot provinsen Joniska havet
- i sydväst mot provinsen Catanzaro